# Ständige Vertretung Österreichs bei der UNESCO
Die Ständige Vertretung Österreichs bei der UNESCO ist die diplomatische Vertretung der Republik Österreich bei der Organisation der Vereinten Nationen für Erziehung, Wissenschaft und Kultur (United Nations Educational, Scientific and Cultural Organization), UNESCO.
Diese Sonderorganisation der Vereinten Nationen (UNO) gilt als rechtlich eigenständige internationale Organisation. Sie koordiniert Bestrebungen im Bereich der Förderung von Erziehung, Wissenschaft und Kultur sowie Kommunikation und Information. In den letzten Jahren konnte die Organisation ihr Profil schärfen und sich in der VN-Familie prominenter positionieren. Mit der Annahme wichtiger globaler Empfehlungen zu Open Science und den ethischen Aspekten von Künstlicher Intelligenz (KI) sowie einem mehrjährigen Reflexionsprozess über die Zukunft der Bildung blickt die UNESCO wieder selbstbewusst in die Zukunft. Im Juli 2023 kehrten die USA als vollwertiges 194. Mitglied in die Organisation zurück. Sitz der UNESCO ist Paris, der Leiter der österreichischen Vertretung steht im Rang eines Botschafters („UNESCO-Botschafter“).

## Geschichte und Organisation
Am 16. November 1945 unterzeichneten 37 Staaten in London die Verfassung der UNESCO und legten damit den Grundstein für die Arbeit der Organisation. Offizieller Gründungstag ist der 4. November 1946: Mit der Hinterlegung der 20. Ratifizierungsurkunde durch Griechenland trat die Verfassung der UNESCO in Kraft.
Österreich trat der Organisation am 13. August 1948 bei und ist bei ihr akkreditiert. Seither gibt es auch die österreichische Vertretung bei der UNESCO in Paris. Die nationale Verbindungsstelle der UNESCO in Österreich, die Österreichische UNESCO-Kommission, entstand 1949.
Die Vertretung in Paris untersteht dem Außenministerium (derzeit Bundesministerium für Europäische und Internationale Angelegenheiten, BMEIA), das für Angelegenheiten der kulturellen Auslandsbeziehungen und für die Vertretung der Republik Österreich gegenüber der UNESCO zuständig ist. Der Vertreter steht in Botschaftsrang und ist der bilateralen Botschaft in Paris zugeordnet. Zeitweise war der Botschafter in Frankreich auch derjenige bei der UNESCO. Seit Februar 2023 wird die Ständige Vertretung Österreichs bei der UNESCO von Botschafterin Regina Figl geleitet.
Die Vertretung unterhält den laufenden Arbeitskontakt zum UNESCO-Sekretariat. Sie vertritt Österreich in den diversen Stellen der Organisation (Generalkonferenz, Exekutivrat, subsidiäre Organe, Komitees und Räten – die Teilnahme eines Landes erfolgt jeweils in Funktionsperioden) und unterstützt österreichische Anliegen. Österreich wurde im November 2021 für das Mandat 2021–25 mit den zweitmeisten Stimmen in den aus 58 Mitgliedstaaten bestehenden Exekutivrat gewählt und beeinflusst damit den Kurs der Organisation wesentlich mit. Durch die weitgestreuten Agenden der UNESCO sind neben dem Außenministerium (Bundesministerium für Europäische und Internationale Angelegenheiten, BMEIA) auch noch etliche andere Ministerien involviert: Bildungsministerium, Wissenschaftsministerium, Lebensministerium, Gesundheitsministerium, und auch das Bundeskanzleramt.

## Liste der Botschafter (Ständigen Vertreter) Österreichs bei der UNESCO
Liste lückenhaft
| Name                | Amtszeit              | Anmerkungen |                     |
| Österreich → UNESCO | Österreich → UNESCO   | Österreich → UNESCO | Österreich → UNESCO |
| ------------------- | --------------------- | --- | ------------------- |
| Alwin Westerhof     | 0?0-1979              | danach Kulturattache in Belgien |                     |
| Anton Prohaska      | 1979-1984             | davor Büroleiter des UN-Generalsekretärs (Waldheim), dann Kabinettschef des Außenministers (Pahr); danach Botschafter in Saudi-Arabien, der Schweiz, in Frankreich und 2. Amtszeit bei der OECD                                         |                     |
| Tassilo Ogrinz      | 1998–2002(?)          | davor Botschafter in Côte d’Ivoire (Elfenbeinküste) und in Luxemburg |                     |
| Anton Prohaska      | 2002(?)-2007(?)       | (2. Amtszeit), auch Botschafter in Frankreich |                     |
| Harald Stranzl      | 2011–2015             | davor stv. Botschafter in Slowenien; Pressesprecher des Außenministeriums |                     |
| Ursula Plassnik     | 2015–2018             | auch Botschafterin in Frankreich; Ständige Vertreterin bei der UNESCO davor Kabinettschefin des Außenministers/Vizekanzlers/Bundeskanzlers (Schüssel); kurz Botschafterin in der Schweiz, dann Außenministerin, Nationalratsabgeordnete |                     |
| Claudia Reinprecht  | 01.08.2017–31.08.2022 | Leiterin der Österreichischen Vertretung bei der UNESCO Botschafterin / Alternierende Ständige Vertreterin |                     |
| Thomas Schnöll      | 01.09.2022–15.01.2023 | Geschäftsträger a. i. bei der Ständigen Vertretung bei der UNESCO |                     |
| Wolfgang Wagner     | 16.01.2023–07.02.2023 | Geschäftsträger a. i. an der Ständigen Vertretung bei der UNESCO |                     |
| Regina Figl         | ab 08.02.2023         | Leiterin Österreichische Vertretung bei der UNESCO Botschafterin / Alternierende Ständige Vertreterin |                     |

Stand 2024

## Belege
1. 1 2  Struktur österreichischer Vertretungen innerhalb der EU. Bericht des Rechnungshofes: Bund 2014/8, Wien 2014, S. 28 (Angabe zu den Mitarbeitern: Tab. S. 74; pdf, rechnungshof.gv.at)
2. ↑  Permanent Delegation of Austria to UNESCO in Paris, auf bmeia.gv.at
3. 1 2 3  Österreich und die UNESCO (Memento des Originals vom 25. Februar 2016 im Internet Archive)  Info: Der Archivlink wurde automatisch eingesetzt und noch nicht geprüft. Bitte prüfe Original- und Archivlink gemäß Anleitung und entferne dann diesen Hinweis. und Österreich in der UNESCO. (Memento des Originals vom 16. Februar 2016 im Internet Archive)  Info: Der Archivlink wurde automatisch eingesetzt und noch nicht geprüft. Bitte prüfe Original- und Archivlink gemäß Anleitung und entferne dann diesen Hinweis. Österreichische UNESCO-Kommission, unesco.at, beide abgerufen am 16. Februar 2016.
4. ↑  Österreichische Stellen: Andere Österreichische Stellen in Frankreich. Bundesministerium für europäische und internationale Angelegenheiten: Homepage der Österreichischen Botschaft Paris.
5. ↑  Diplomat Anton Prohaska. In: der Standard online, 18. April 2008 (Nachruf)